# Макдоналд (Пенсилванија)
Макдоналд (енгл. McDonald) град је у америчкој савезној држави Пенсилванија.

## Демографија
По попису из 2010. године број становника је 2.149, што је 132 (-5,8%) становника мање него 2000. године.
| Група             | 2000.         | 2010.         |
| Белци             | 2.100 (92,1%) | 2.023 (94,1%) |
| Афроамериканци    | 144 (6,3%)    | 67 (3,1%)     |
| Азијати           | 1 (0,0%)      | 10 (0,5%)     |
| Хиспаноамериканци | 6 (0,3%)      | 23 (1,1%)     |
| Укупно            | 2.281         | 2.149         |